# Manuel Sager
Manuel Sager (* 1955 in Menziken) ist ein Schweizer Diplomat. Er war von 2010 bis August 2014 der Schweizer Botschafter in den Vereinigten Staaten und von November 2014 bis April 2020 Vorsteher der Schweizer Bundesbehörde Direktion für Entwicklung und Zusammenarbeit (DEZA).

## Leben
Manuel Sager hat Rechtswissenschaften an der Universität Zürich studiert. Postgraduiert erhielt er 1985 von der Duke University in Durham, North Carolina den Titel Master of Laws. 1986 erwarb er eine Anwaltszulassung in Arizona und hatte danach für zwei Jahre eine Anstellung als Rechtsanwalt bei der Kanzlei O'Connor, Cavanagh, Anderson, Killingsworth and Beshears in Phoenix. Seine Promotion in Rechtswissenschaften erhielt er 1995 von der Universität Zürich. Er promovierte zum Thema „Die Internationale Ermittlungskommission gemäss Artikel 90 von Zusatzprotokoll I zu den Genfer Konventionen von 1949“. An der Duke University unterrichtet er vom September bis Oktober 2014 im Rahmen einer Gastprofessur Entwicklungsfinanzierung.

## Diplomatischer Werdegang
Manuel Sagers Karriere beim Eidgenössischen Departement für auswärtige Angelegenheiten (EDA) begann 1988. Während seiner diplomatischen Ausbildung hatte er Stationen in Bern und Athen. Von 1990 bis 1995 arbeitete er in der Direktion für Völkerrecht der EDA und von 1995 bis 1999 als stellvertretender Generalkonsul in New York. Von 1999 bis 2001 war er Leiter des Departements Kommunikation in der Schweizer Botschaft in Washington, D.C. Von 2001 bis 2002 leitete er das Verbindungsbüro für Menschenrechte beim Euro-Atlantischen Partnerschaftsrat der NATO. Von 2002 bis 2005 war er erneut Kommunikationsleiter, zuerst im EDA, dann im Eidgenössischen Volkswirtschaftsdepartement (EVD).
Von 2005 bis 2008 war Manuel Sager im Status eines Botschafters geschäftsführender Direktor der Londoner Europäischen Bank für Wiederaufbau und Entwicklung. Ebenfalls im Botschafterrang leitete von 2008 bis 2010 die Politische Direktion im schweizerischen Aussenministerium.
Am 18. Oktober 2010 wurde er als Nachfolger von Urs Ziswiler zum Schweizer Botschafter in den Vereinigten Staaten ernannt. Seine Akkreditierung bei Barack Obama erfolgte am 7. Dezember 2010. Im Oktober 2013 wurde vom Bundesrat beschlossen, dass Manuel Sager 2014 als Nachfolger von Martin Dahinden neuer Vorsteher der Schweizer Bundesbehörde „Direktion für Entwicklung und Zusammenarbeit“ (DEZA) wird, während Martin Dahinden ihn als Botschafter in Washington ablösen wird. Das Amt bei der DEZA trat Manuel Sager am 1. November 2014 an und hatte es bis zu seiner Pension zum 30. April 2020 inne. Seine Nachfolgerin als DEZA-Direktorin wurde Patricia Danzi.